# Nadejda Mandelstam
Nadejda Iakovlevna Mandelstam (em russo: Наде́жда Я́ковлевна Мандельшта́м, pronúncia russa: [nɐˈdʲeʐdə ˈjakəvlʲɪvnə mənʲdʲɪlʲˈʂtam]; Saratov, 30 de outubro de 1899 — Moscou, 29 de dezembro de 1980) foi uma escritora e educadora russa.
Batizada Nadejda Iakovlevna Khazina, foi o quarto e último rebento de Iakov Khazin e Vera Iacovlevna. Seus pais viviam uma vida pacata e confortável e, sendo judeus conversos, seguiam a Igreja Ortodoxa Russa. Nadejda teve preceptores particulares e depois foi matriculada em um ginásio. Com o advento da Revolução Russa de 1917, seu universo desmoronou. Os bens dos pais foram confiscados, a família sofreu ameaças e seu irmão Aleksandr, que lutava no exército branco, foi morto. Conheceu Osip Mandelstam em 1919 em Kiev, onde a família então morava, e desenvolveu por ele imediata simpatia, embora tivessem perfis muito diferentes. Fizeram planos de fugir da guerra civil juntos, mas Osip foi sozinho para a Crimeia, enquanto a família de Nadejda passava por novas humilhações e dificuldades, sendo expulsa de casa duas vezes. Pouco depois Osip voltou para buscá-la. Acabaram firmando um relacionamento sólido, casando em torno de 1921, e apesar de no início o caráter de Osip revelar-se dominador, com o passar do tempo se tornou compreensivo, protetor e afável. Contudo, viveram em grande pobreza.
Osip foi um dos primeiros poetas a celebrar em verso a Revolução. Tornou-se um artista popular, mas com a ascensão de Stalin ao poder passou a expressar descontentamento com suas diretrizes. Foi isolado e teve sua obra proibida, acabando por ser preso e remetido a um campo de trabalhos forçados na Sibéria, onde morreu em 1938.
Nadejda sobreviveu ao marido e depois viveu uma vida errante, passando por várias cidades com a constante preocupação de subtrair-se à atenção das autoridades policiais. Ao longo desta peregrinação ela obteve um diploma de professora de inglês, vivendo pobremente das lições que ministrava. Entre o fim da década de 1950 e os anos 1960 ela começou a conseguir alguns apoiadores, e pôde desenvolver um mestrado em linguística.
A ela deve-se a preservação da obra de Osip. Quando foi preso teve sua casa vasculhada e todos os manuscritos encontrados foram destruídos. Contudo, vários estavam escondidos e se salvaram. Temendo que este material também acabasse sendo encontrado e se perdesse, Nadejda passou a estudá-lo com afinco, memorizando-o quase todo e recitando-o incansavelmente para, vinte anos mais tarde, quando as condições permitiram, após a morte de Stalin, transcrevê-lo no papel e publicá-lo. Depois desta tarefa que tinha imposto a si mesma, passou a se dedicar à escrita de dois livros de memórias sobre suas vidas em comum e sobre o repressivo regime stalinista: Hope Against Hope (Esperança contra a Esperança, 1970) e Hope Abandoned (Esperança Abandonada, 1974).
Essas obras a tornaram persona non grata na Rússia, mas ao mesmo tempo lhe trouxeram fama, e cumpriram uma dupla função: preservar a memória de vida de seu marido do esquecimento e construir a sua própria voz, através da pintura de um amplo painel da sociedade e cultura de seu tempo, transcendendo, segundo Natalia Leclerc, o caráter do mero memorialismo biográfico, e sendo um valioso testemunho histórico de uma época em que as memórias eram apagadas pelo sistema político em prol da construção de um novo modelo de sociedade. Para Joseph Brodsky, as memórias de Nadejda Mandelstam "são mais do que um testemunho de seu tempo, são uma visão da História à luz da consciência e da cultura".
Sobre esses livros, o crítico Clive James escreveu: "Hope Against Hope a coloca no centro da resistência liberal à União Soviética. Uma obra-prima da prosa, bem como um modelo de narrativa biográfica e análise social, é principalmente a história dos terríveis últimos anos de perseguição e tormento antes de o poeta [seu marido Osip] ser assassinado. A sequência, Hope Abandoned, é sobre o destino pessoal da autora e, de certa forma, é ainda mais terrível, porque, como o título indica, é mais sobre o horror como um modo de vida do que como uma interrupção temporária da expectativa normal. [Os dois livros] foram capítulos-chave na nova Bíblia que o século XX escreveu para nós". Para o influente editor e poeta Aleksandr Tvardovsky, Hope Against Hope é uma obra de excepcional vigor e talento, onde nada é supérfluo. Para Daniel Bossio, sua produção é "um documentário lúcido e extenuante" do regime comunista, do aparato repressor do Estado, das estratégias que os pensadores independentes efetivavam para sobreviver e divulgar suas ideias, bem como dos seus infortúnios, e se situa no mesmo patamar de obras como Arquipélago Gulag, de Alexander Soljenítsin, O que não posso esquecer, de Anna Larina, e Relatos de Kolimá de Varlam Shalamov, como documentos essenciais para a compreensão do período stalinista, "uma leitura imprescindível para aqueles que são interessados nestes temas ou para os que simplesmente buscam uma experiência literária inesquecível".
Segundo sua biógrafa Beth Holmgren, a vida de Nadejda é poderosa e importante, e seu exemplo é particularmente notável para o feminismo. Nadejda foi biografada em português pela paulistana Noemi Jaffe, no livro O que ela sussurra, lançado em 2020.

## Obras traduzidas em português
- Contra toda a Esperança (tradução de Ana Matoso e Larissa Shotropa do texto integral da edição russa do primeiro volume de Vospominánia (Memórias), publicado em Moscovo, pela editora Kniga, em 1989.) Lisboa, Universidade de Lisboa, 2023. ISBN 978-989-8928-71-9